# Euscelus binotatus
Euscelus binotatus es una especie de coleóptero de la familia Attelabidae.

## Distribución geográfica
Habita en América.